# کیم اون-می
کیم اون-می (انگلیسی: Kim Eun-mi؛ زادهٔ ۱۷ دسامبر ۱۹۷۵) بازیکن هندبال اهل کره جنوبی بود.
از افتخارات وی میتوان به کسب مدال نقره در بازی‌های المپیک تابستانی ۱۹۹۶ اشاره‌کرد.